# Anadara emarginata
Anadara emarginata – gatunek morskiego, osiadłego małża z rodziny arkowatych (Arcidae).
Muszla o wymiarach: długość 5,0 cm, wysokość 3,2 cm, średnica 1,4 cm. Żyje na głębokości od 5 metrów do 24 metrów. Odżywia się planktonem.
Występuje od Zatoki Kalifornijskiej po Peru.